# دمنو
قرية دمنو هي إحدى القرى التابعة لمركز سوهاج بمحافظة سوهاج في جمهورية مصر العربية. حسب إحصاءات سنة 2006، بلغ إجمالي السكان في دمنو 5540 نسمة، منهم 2864 رجل و2676 امرأة.